# Simion Furdui
Simion Furdui (n. 9 iulie 1963, Vărăncău) este un politician și om de afaceri din Republica Moldova, deputat în Parlamentul Republicii Moldova din 2009 până în 2014 în fracțiunea parlamentară a Partidului Liberal Democrat din Moldova, membru al comisiei parlamentare pentru economie, buget și finanțe.

## Biografie
Simion Furdui s-a născut pe 9 iulie 1963, în satul Vărăncău, raionul Florești, RSS Moldovenească. Între 1978–1981 a studiat la Tehnicumul (Colegiul) de Educație Fizică din Chișinău. În 1984–1989 a studiat la Institutul Pedagogic de Stat "Ion Creangă" din Chișinău, facultatea de istorie și pedagogie.
Între 2000–2002 a făcut studii la Academia de Administrare Publică pe lângă Guvernul Republicii Moldova.

### Activitate profesională
În anul 1981 a activat ca profesor la școala medie din satul Marinici, raionul Nisporeni. Între anii 1981–1983 a satisfăcut serviciul militar în forțele armate ale URSS.
În 1989–1992 a fost specialist principal la Comitetul Central al Comsomolului din Moldova. În perioada 1992–2000 a întreprins diverse activități din sfera de afaceri.
În anii 2000–2002 a fost vicepretor al Preturii Buiucani din cadrul Primăriei Municipiului Chișinău. În 2002 a fost prefect al municipiului Chișinău, în Guvernul Republicii Moldova. În 2002–2003 a fost președinte al consiliului de administrație al S.A. "Moldova-Gaz";
Între 2005-2009 a fost director al SRL "GAZENERGOMONTAJ", municipiul Chișinău.
Din 2009 până în 2014 a fost deputat în Parlamentul Republicii Moldova. Este membru al Biroului permanent central și al Consiliului politic național al PLDM începând cu anul 2007.